# Rysken
Rysken är en sjö i Flens kommun i Södermanland och ingår i Nyköpingsåns huvudavrinningsområde.